# 土方雄氏
土方 雄氏（ひじかた かつうじ、天正11年（1583年） - 寛永15年6月28日（1638年8月8日））は、安土桃山時代から江戸時代前期にかけての大名。伊勢菰野藩の初代藩主。

## 生涯
文禄3年（1594年）、豊臣秀吉に仕えて伊勢国内に3000石を与えられ、豊臣秀頼の近臣となった。慶長元年（1596年）には1万石の大名となった。しかし慶長4年（1599年）、秀吉没後の覇権を狙う徳川家康とその謀臣本多正信が策した幻の家康暗殺事件に父が容疑者にされると、長男の雄氏も連座で罪に問われ、父と共に常陸国の佐竹義宣預かりの身とされた。
慶長5年（1600年）、関ヶ原の戦い直前に家康から罪を許されて、その後は徳川家の家臣となる。同年、近江国内に2000石を加増され、1万2000石で菰野藩を立藩した。慶長19年（1614年）からの大坂の陣では徳川方に与し、先陣として武功を挙げた。寛永12年（1635年）3月に隠居して、長男の雄高に家督を譲った。寛永15年（1638年）6月28日、56歳で死去した。
父・雄久も雄氏とは別に越中布市藩（のち下総田子藩）を立藩していたが、雄氏が庶子だったため父の所領は弟で嫡子の土方雄重が継いだ。
法号は堅翁宗固見性院。墓所は京都の功運院。

## 系譜
父母
- 土方雄久

正室
- 八重姫 ー 玉雄院、織田信雄の娘

子女
- 土方雄高
- 土方氏久
- 土方光忠